# Old Hurst
Old Hurst è un villaggio e parrocchia civile dell'Inghilterra, appartenente alla contea del Cambridgeshire.